# 대남대로
대남대로(台南大路, Daenam-daero)는 광주광역시 동구 학동 남광주 교차로와 서구 농성동 농성 교차로를 잇는 광주광역시의 도로이다. 명칭은 타이완 타이난시(대남시)의 지명을 따다. 이 도로와 필문대로, 서암대로, 죽봉대로 4개 도로를 합쳐 제1순환로라 지칭한다.

## 연혁
- 1968년 : 광주시와 타이난의 자매결연을 기념하기 위해 대남로(台南路)으로 명명됐다[1]
- 2009년 7월 27일 : 2개 이상 자치구에 걸쳐있는 도로로 대남대로를 고시[2]

## 주요 경유지
광주광역시
- 동구 학동 - 남구 (방림동 · 주월동 · 백운동 · 월산동) - 서구 농성동

## 노선
| 이름                       | 접속 노선 | 소재지          | 소재지                                             | 비고                                                           |
| 필문대로와 직결            | 필문대로와 직결                                                                                              | 필문대로와 직결 | 필문대로와 직결                                    | 필문대로와 직결                                                |
| -------------------------- | --- | --------------- | -------------------------------------------------- | -------------------------------------------------------------- |
| 남광주 교차로 (남광주역)   | 국도 제22호선 국가지원지방도 제55호선 (남문로) 광주광역시도 제3호선 (제봉로)                                 | 광주광역시      | 동구                                               | 국도 제22, 29호선 구간 55, 60호선 구간 남광주고가도로          |
| 남광주고가 교차로          | 광주광역시도 제12호선 (천변우로)                                                                             | 광주광역시      | 동구                                               | 국도 제22호선 구간 국가지원지방도 제60호선 구간 남광주고가도로 |
| 남광교                     | | 광주광역시      | 동구                                               | 국도 제22호선 구간 국가지원지방도 제60호선 구간 남광주고가도로 |
| 남구                       | | 광주광역시      |                                                    | 국도 제22호선 구간 국가지원지방도 제60호선 구간 남광주고가도로 |
| 방림동                     | 용대로 | 광주광역시      |                                                    | 국도 제22호선 구간 국가지원지방도 제60호선 구간 남광주고가도로 |
| 백운 교차로 (백운고가차도) | 국도 제1호선 국가지원지방도 제60호선 (서문대로) 광주광역시도 제7호선 (독립로) 광주광역시도 제33호선 (봉선로) | 광주광역시      | 국도 제1, 22호선 구간 국가지원지방도 제60호선 구간 |                                                                |
| 주월 교차로                | 광주광역시도 제56호선 (회재로)                                                                               | 광주광역시      | 국도 제1, 22호선 구간                              |                                                                |
| (월산119안전센터)          | 수박등로 대남대로317번길                                                                                     | 광주광역시      | 국도 제1, 22호선 구간                              |                                                                |
| (월산4동)                  | 금화로 | 광주광역시      | 국도 제1, 22호선 구간                              |                                                                |
| 건강관리협회 교차로        | 화정로 | 광주광역시      | 국도 제1, 22호선 구간                              | 서구                                                           |
| 농성 교차로                | 국도 제22호선 (상무대로)                                                                                     | 광주광역시      | 국도 제1, 22호선 구간                              | 서구                                                           |
| 죽봉대로와 직결            | |                 |                                                    |                                                                |

## 주요 건물 및 시설
- 광주월산5동우체국 (광주광역시 남구 대남대로 279-1)
- 남구선거관리위원회 (광주광역시 남구 대남대로 326)
- 주광주중국총영사관 (광주광역시 남구 대남대로 413)
- 광주상공회의소 (광주광역시 서구 대남대로 465)
- 광주농성동우체국 (광주광역시 서구 대남대로 481)